# わたなべよしまさ
わたなべ よしまさは、日本の漫画家。男性。
同人サークル「めんたるスペシャリスト」で成人向け同人作品を発表している。単行本『ミッドナイトプログラム』などのあとがきでは元アニメーターであることを示唆する発言が見られるが、具体的な参加作品については不明である。
かつては同人活動と平行して商業誌で作品を発表しており、1980年代後半から1990年代末にかけて成人向け漫画のジャンルで活動していた。しかし、1999年9月末に発売された『ペンギンクラブ』11月号に掲載した作品の欄外で、「商業作家としての限界を感じた」という内容の引退宣言を出して以降は商業誌への掲載は行っておらず、以後は同人作品のみ発表を継続している。
なお、引退宣言を出した当時は、情報を伝え聞いた多くの同業者によって、それを出す事になった経緯がウェブサイト上の日記に掲載された他、成人向け漫画の商業誌でも直後の時期に編集された号の作家コメント欄や目次ページ隅の編集者のコメントなどで出版社・雑誌の枠を超えてこの件にまつわるコメントが数多く記されており、この引退宣言が、ファンのみならず、成人向け漫画の業界全般に大きな衝撃を与えた事を窺わせる状況も見られた。当時、同業者が自身のホームページの日記などに書いた情報を総合すると、引退宣言を出すことになった直接の原因は、1999年3月に発売した単行本『遠くて近くて』の返本率が7割という、当時の成人漫画業界においてもなお異常な高さに達した事であったという。

## 主な活動
- 「めんたるスペシャリスト」では主にアニパロ作品やゲームを元にした作品を発表している。
- 「秘宝館シリーズ」という成人向け同人CG集も発表している。
- 上記のサークル以外にも、他のサークルにゲスト参加することがある。

## 作品リスト

### 同人誌(サークル「めんたるスペシャリスト」)
- なでなでしこしこシリーズ(機動戦艦ナデシコ)
  - なでなでしこしこ 1 1996年12月
  - なでなでしこしこ 2 1997年12月
  - なでなでしこしこ 1+2 リメイク版 2000年8月
  - なでなでしこしこ 1+2 増補改訂版 1998年5月
  - なでなでしこしこ 3 1998年9月
  - なでなにしこしこ 3 リメイク版 2000年10月
  - なでなでしこしこ 4 1998年11月
  - なでなでしこしこ 5 1998年12月
  - なでなでしこしこ 5 改訂版 2000年1月
  - なでなでしこしこ 6 1999年5月
  - なでなでしこしこ 7 1999年8月
  - なでなでしこしこ 8 1999年11月
  - なでなでしこしこ 9  2000年12月
  - なでなでしこしこ 10 2001年10月
  - なでなでしこしこ 11 2001年12月
  - なでなでしこしこ 12 2002年8月
  - なでなでしこしこ 13 2002年12月
- PRESCRIPTONシリーズ(ダーティペア)
  - タイトル無し (prescripton 0?) 1980年代 (A3、コピー誌)
  - PRESCRIPTON 1 1988年8月
  - PRESCRIPTON 1 REVISED VERSION(改訂版) 1988年11月
  - PRESCRIPTON 2 1988年11月
  - PRESCRIPTON 1+2 1988年11月
  - PRESCRIPTON 3 1989年8月
  - PRESCRIPTON 4 1989年12月
  - PRESCRIPTON 5 発行時期不明
  - 祝 新作ダーティペア発売記念限定本 発行時期不明
  - +α MEMORY Vol.1 ぷれすくりぷしょん別冊 1991年
  - +α MEMORY FINAL 1991年
- せんちめんたるスペシャリストシリーズ(センチメンタルグラフティ)
  - せんちめんたるスペシャリスト (1) 1999年5月
  - せんちめんたるスペシャリスト 2 2000年5月
  - せんちめんたるスペシャリスト + 乳倶楽部 4 改訂版 1999年12月
  - せんちめんたるスペシャリスト 3 2000年8月
  - せんちめんたるスペシャリスト 4 2001年8月
  - せんちめんたるスペシャリスト 5 2002年5月
- ほたるちゃん本シリーズ(美少女戦士セーラームーン)
  - わたなべよしまさのほたるちゃん本 発行時期不明
  - ほたるちゃん本 2 発行時期不明
- こみこみぱこぱこシリーズ(こみっくパーティー)
  - こみこみぱこぱこ (1) 1999年12月
  - こみこみぱこぱこ 2 2000年4月
  - こみこみぱこぱこ 3 2001年2月
  - こみこみぱこぱこ 4 2003年4月
  - こみこみぱこぱこ 5 2003年8月
- 乳倶楽部シリーズ
  - 乳倶楽部 (1) 発行時期不明
  - 乳倶楽部 2 1994年8月
  - 乳倶楽部 3 1996年8月
  - 乳倶楽部 4 まにあわせ本 1997年8月
- D.CUPてゆ〜かむしろスイカップシリーズ(D.C. 〜ダ・カーポ〜)
  - D.CUPてゆ〜かむしろスイカップ (1) 2004年9月
  - D.CUPてゆ〜かむしろスイカップ 2 2004年11月
  - D.Cupてゆ〜かむしろスイカップ 3 2005年2月
  - D.CUPてゆ〜かむしろスイカップ (1) 改訂版 2005年3月
  - D.CUPてゆ〜かむしろスイカップ 2 改訂版 2005年3月
  - D.CUPてゆーかむしろスイカップ 4 2005年8月
  - D.CUPてゆ〜かむしろスイカップ 5 2005年11月
  - D.CUPてゆ〜かむしろスイカップ 6 2006年8月
  - D.CUPてゆ〜かむしろスイカップ 7 2007年8月
  - D.CUPてゆ〜かむしろスイカップ 8 2007年12月
  - D.CUPてゆ〜かむしろスイカップ 9 2008年7月
  - D.CUPてゆ〜かむしろスイカップ 10 2009年2月
- 桃色乳首より乳白色なシリーズ(夜明け前より瑠璃色な)
  - 桃色乳首より乳白色な 前編 膣内へ乳白色な 2006年3月
  - 桃色乳首より乳白色な 後編 フィーナ姫乳搾り 2006年4月
  - 桃色乳首より乳白色な 3 2006年4月
  - 桃色乳首より乳白色な 4 2009年5月
- マタビラキシリーズ(マビノギ)
  - マタビラキ 2007年4月
  - マタビラキ 2 2008年4月
  - マタビラキ 3 2008年10月
  - マタビラキ 4 2009年2月
  - マタビラキ 5 2009年8月
- 単行本非収録成年向商業作品集シリーズ
  - 秘密兵器エアスバル 単行本非収録成年向商業作品集 1 2001年10月
  - 先生と先輩の想い出 単行本非収録成年向商業作品集 2 2001年12月
- その他
  - DANGAIOH ミアとんじゃう (破邪大星ダンガイオー) 発行時期不明
  - アニスにいれたい (超音戦士ボーグマン) 発行時期不明
  - メイっぱい搾りたて (HAND MAID メイ) 2001年4月
  - ブルーホワイト (ゼノサーガ) 2002年6月
  - お姉さんが二人 (クロノクルセイド) 2004年4月
  - 爆乳天使 (爆裂天使) 2004年8月
  - アティ先生の性教育実演 (サモンナイト 3) 2004年9月
  - はめはめ (月は東に日は西に 〜Operation Sanctuary〜) 2005年4月
  - えろいん (シャイニング・ティアーズ) 2006年6月
  - 裸胸 (ラムネ) 2006年1月
  - エンゼルモートへようこそ! (ひぐらしのなく頃に) 2006年10月
  - ホンモノ (乙女はお姉さまに恋してる) 2007年2月

### 同人ソフト(CG集)
- 秘宝館 (1) 2000年5月
- 秘宝館 2 2000年10月
- 秘宝館 3 2001年2月
- 秘宝館 4 2002年5月??
- 秘宝館 5 2002年8月??
- 秘宝館 6 2002年12月
- 秘宝館 7 2003年8月
- 秘宝館 8 2003年11月
- 秘宝館 9 2004年8月
- 秘宝館 1.2.3 2001年2月
- 秘宝館12345 2009年2月 (秘宝館1から5をまとめたもの、ダウンロード版)
- 秘宝館6+7 2009年2月 (秘宝館6から7をまとめたもの、ダウンロード版)
- 秘宝館8+9 2009年2月 (秘宝館8から9をまとめたもの、ダウンロード版)
- はめはめDL 2009年11月 (はめはめを作画修正カラー化、ダウンロード版)

### 同人誌(ゲスト参加)
- ZOMB 1985年8月
- プロジェクトA子 1987年8月
- れおたーどこねくしょん 1989年8月
- ブルマガジン VOLL.1 No.II 1987年10月
- AURUM Luna Gryps 1990年8月
- BLOOMAGAZINE VOL.3.5 スタジオ ZAGNAM 1990年10月
- BLOOMAGAZINE VOL.4 スタジオ ZAGNAM 1990年12月
- 艾梵 スタジオ奈良漬 1990年8月

### 単行本
- あの娘にウインク フランス書院 1989年11月
- 超発電ロボエレガンダー 辰巳出版 1990年2月
- 近未来Hな保育体育 司書房 1990年3月
- ドッキン 美少女同盟 フランス書院 1990年11月
- 悪魔飼育館 富士美出版 1991年2月
- いけない美少女H作戦 フランス書院 1991年3月
- AVエンジェル 1 富士美出版 1991年9月
- マッドサイエンティスト律子 富士美出版 1992年4月
- 二次元天女 メディアックス 1992年12月
- AVエンジェル 2 富士美出版 1993年1月
- ミッドナイトプログラム 茜新社 1992年11月
- お嬢さん気をつけて 司書房 1993年5月
- EXORCIST GIRL 富士美出版 1993年8月
- 病院仮面 富士美出版 1994年2月
- 吸血学園 ヴァージン・クライシス (挿絵) フランス書院 1994年2月
- SF 美少女 H ウイルス フランス書院 1994年3月
- すべてをみせたい 富士美出版 1995年1月
- 紅の死神 シュベール出版 1995年6月
- 魔法美少女 マル秘指令 フランス書院 1996年3月
- Dブラッド 1 富士美出版 1995年8月
- Dブラッド 2 富士美出版 1995年10月
- Apple shake 1 シュベール出版 1996年7月
- 水道橋女子学園水泳部 富士美出版 1997年2月
- Apple shake 2 シュベール出版 1997年7月
- 虚構世代 富士美出版 1997年7月
- メモリアル・サーチ シュベール出版 1997年10月
- 秩序奪還 ジオガイア 富士美出版 1998年6月
- 遠くて近くて 富士美出版 1999年3月
- スウィートレイン 富士美出版 2000年1月

### ビデオソフト
- SEACRET ANIMA SERIES 8 シークレットアニマ ピアニスト ハピネット・ピクチャーズ 1998年6月

### DVDソフト
- SEACRET ANIMA SERIES 8 シークレットアニマ ピアニスト MVJ 2001年9月

### ファミコンソフト
- セクシーピラミッド PYRAMID クレオパトラ危機一髪 ハッカーインターナショナル
- 閻魔戦記 龍神先生危機一髪!! ハッカーインターナショナル

### パソコンソフト
天使たちの午後 SPECIAL 2 ジャスト (原画) 1993年